# Sindrome del coniglio
La sindrome del coniglio (in inglese Rabbit syndrome) è una rara forma di effetti collaterali extrapiramidali causati da farmaci antipsicotici (neurolettici) nella quale tremori periorali si verificano ad una velocità di 5 Hz. La sindrome del coniglio è caratterizzata da involontari e fini movimenti ritmici della bocca, lungo un piano verticale, senza coinvolgimento della lingua. Queste contrazioni involontarie e continue dei muscoli periorali (cioè dei muscoli intorno alla bocca) ed il risparmio della lingua distinguono questa sindrome dalla discinesia tardiva.

## Epidemiologia
La sindrome è estremamente rara. La maggior parte dei casi si sviluppa in individui anziani, con un rapporto maschi-femmine di 1 a 2. Si stima che la sua prevalenza sia tra l'1.5% ed il 4% dei pazienti che assumono un antipsicotico tipico in monoterapia.

## Eziologia
Di solito la sindrome compare dopo alcuni anni di terapia farmacologica (ma talvolta anche entro il primo anno di terapia) ed è più spiccata con farmaci ad alta potenza, come ad esempio l'aloperidolo, la flufenazina, e la pimozide. È possibile osservarla, sia pure con una incidenza più bassa, in corso di trattamento con tioridazina, clozapina, olanzapina, aripiprazolo, e basse dosi di risperidone.
Non è noto quale sia l'esatto meccanismo attraverso cui si instaura la sindrome. Secondo alcuni autori potrebbero esservi delle disfunzioni dei gangli della base od una ipersensibilità dei recettori D2 della dopamina.

## Manifestazioni cliniche
La sindrome è caratterizzata dai ritmici movimenti della bocca, spesso accompagnata dalla emissione di suoni dalle labbra.
I movimenti periorali tendono ad essere rapidi e ritmici, in contrasto con quelli propri della discinesia tardiva, normalmente lenti ed irregolari.

Nella sindrome del coniglio inoltre i movimenti continuano durante la fase 1 di sonno non REM.
In contrasto con la discinesia tardiva, in questa sindrome non si osservano pressoché mai movimenti anomali della lingua, del tronco e delle estremità.

## Evoluzione
Il disturbo è quasi sempre spontaneamente reversibile.

## Trattamento
La sindrome del coniglio può essere trattata con farmaci anticolinergici. Scompare in genere entro pochi giorni di trattamento, ma può ripresentarsi nel momento in cui il trattamento anticolinergico viene sospeso.
Per questo motivo alcuni clinici al presentarsi della sindrome preferiscono modificare il trattamento del paziente sospendendo il farmaco che l'ha causata, inserendo in terapia un antipsicotico atipico con elevate proprietà anticolinergiche.
Diazepam, triesifenidile, levodopa e i β-bloccanti non sembrano avere alcun effetto sulla sintomatologia.